# Pagrus pagrus
Espèce
Statut de conservation UICN

 LC  : Préoccupation mineure
Pagrus pagrus, appelé pagre commun, pagre rouge ou encore brème de mer ou dorade, est un poisson de la famille des Sparidae.
Il peut être facilement confondu avec le pagre à points bleus, le pageot commun ou le denté commun.

## Étymologie
Pagrus est un nom latin désignant le pagre, issu du grec phágros, même sens.

## Description
- Corps assez haut et comprimé latéralement, tête volumineuse et abrupte.
- Mâchoires très puissantes. Dentition similaire à celle de la Dorade (hétérodontie), avec 6 incisives plus tranchantes à l'avant de chaque mâchoire, suivies de molaires rondes.
- Dos rose plus ou moins foncé, à reflets bleutés ou argentés. Tache bleu mauve entre les yeux. Au-dessus de la ligne latérale, on observe 5 lignes longitudinales dorées. D'autres au-dessous sont moins visibles. Chez les jeunes spécimens, le dos est souvent marqué de larges bandes transversales rouges qui s'estompent sur les flancs. Chez les adultes, cette coloration n'est qu'occasionnelle, et a tendance à s'unifier. Aux extrémités de la nageoire caudale, on remarque deux taches blanches, qui virent parfois au bleu.
- Animal d'une taille moyenne de 15 à 60 cm, pouvant aller à la taille maximale de 91 cm. Son poids maximum relevé est 19,00 kg.

## Aire de répartition
Pagrus pagrus a la particularité d'être présent de part et d'autre de l'océan Atlantique. Dans l'Est de l'océan Atlantique, on le rencontre des îles Britanniques au Gabon, ainsi qu'en Méditerranée et dans la mer Noire. Dans l'Ouest de l'océan Atlantique, il est présent de New York, au Nord, jusqu'en Argentine, au Sud, en incluant le golfe du Mexique. C'est dans le golfe de Guinée que l'on remarque le plus de spécimens.

## Biotope
Pagrus pagrus est un animal océanodrome vivant plutôt sur des fonds sablonneux ou dans les zones rocheuses près de paroi verticales.

## Mode de vie
Ce poisson est carnivore et se nourrit principalement de crustacés, ainsi que de mollusques bivalves et de céphalopodes.

## Reproduction
Pagrus pagrus est un poisson hermaphrodite protogyne.

## Gastronomie
La consommation de pagre peut provoquer une intoxication à la Ciguatera.